# 1. FC Bocholt
1. Fußballclub Bocholt 1900 e.V. – niemiecki klub piłkarski z siedzibą w mieście Bocholt, występujący w Oberlidze (grupa Niederrhein), stanowiącej piąty poziom rozgrywek w Niemczech.

## Historia
Klub został założony w 1900 roku jako Fußball-Club Bocholt. W 1919 roku połączył się z VfvB Bocholt, założonym dwa lata wcześniej jako Ballverein Bocholt. W 1937 roku doszło do fuzji z Ballspielverein 1919 Bocholt, który do 1936 roku był piłkarską sekcją klubu Turnverein Phönix Bocholt. Nowy klub występował pod szyldem BV 1900 Bocholt, a w 1946 roku przyjął nazwę 1. FC Bocholt. W sezonach 1977/1978 oraz 1980/1981 występował w 2. Bundeslidze (grupa Nord).

## Reprezentanci kraju grający w klubie
- Issam Al-Edrissi
- Botomotoito Skito Litimba
- Roland Wohlfarth
- Manfred Bockenfeld
- René Notten

## Występy w2. Bundeslidze
| Sezon     | Poziom | Liga               | Miejsce      |
| --------- | ------ | ------------------ | ------------ |
| 1977/1978 | 2      | 2. Bundesliga Nord | 18. (spadek) |
| 1980/1981 | 2      | 2. Bundesliga Nord | 12. (spadek) |